# Висока свештеница (тарот карта)
Висока свештеница (II) је друга карта Велике Аркане у окултним тарот шпиловима. Заснована је на 2. адуту тарот шпилова. У првом тарот шпилу са натписима, дрворезу из 18. века Марсејског тарота, ова фигура је крунисана папском тијаром и означена као фр. La Papesse, илити Папиница, што је могућа референца на легенду о папи Јованки.
Током стварања тарота Рајдер-Вејт, Папиница из шпила за је промењена у Високу свештеницу окултних карата. Она носи круну сличну оној коју је користила богиња Хатор, а приказана је са маријанским сликама. А. Е. Вејт, ко-креатор шпила Рајдер-Вејт, спекулисао је да је карта повезана са древним култом Астарте или Марије као представе богиње Мајке.

## Историја

### Папиница
Ова тарот карта се првобитно звала фр. La Papesse, или „Папиница”. Неке од карата су директно повезивале жену на картама са папством приказујући жену која носи трирегнум или папску тијару. Постоје и неке модерне верзије тарота из Марсеја које додаје кључеве краљевства као традиционални симбол папства. У протестантским постреформацијским земљама, тарот карте су посебно користиле слике легендарне папе Јованке, повезујући се са митологијом о томе како је Јованка, прерушена у мушкарца, изабрана за папство и како је то наводно откривено тек након њеног порођаја. Међутим, изгледа да су италијански католици видели Папиницу само као представу Свете Мајке Цркве у алегоријском облику,  са папом који је преузео дужност и постао венчан са Телом Христовим, које католици помињу у женском роду.

### Друге варијанте
У тароту Рајдер-Вејт, који је илустровала Памела Колман Смит, Папиница је промењена у Високу свештеницу која седи између стубова Боаза и Јакина (што има посебно значење у масонерији). Она носи круну сличну египатској богињи Хатор и приказана је са маријанским ликовима плавог плашта и месеца поред њених ногу . А.Е. Вејт, ко-креатор шпила Рајдер-Вејт, одбацује идеју да је карта првобитно приказивала Папу Јованку и спекулише да је уместо тога повезана са древним култом Астарте.

### Сестра Манфреда
Папиница у Висконти-Сфорца тароту је идентификована као приказ сестре Манфреде, монахиње Умилијата и рођака породице Висконти коју је јеретичка секта Ђуљелмита из Ломбардије изабрала за папу.

## Симболизам

### Симболика Рајдер-Вејта
Према књизи А. Е. Вејта из 1910. Сликовни кључ тарота, карта Високе свештенице је повезана са:
Тајне, мистерија, будућност још неоткривена; жена која занима Упитивача, ако је мушко; Упитивач, ако је женског пола; тишина, упорност; мистерија, мудрост, наука. Обратно: страст, морални или физички жар, уображеност, површно знање.